# Harry Peschar
Henri ("Harry") Peschar (Haarlem, 28 maart 1921 - Bloemendaal, 16 mei 2010) was een Nederlands politicus en president van de Algemene Rekenkamer.
Peschar werd geboren te Haarlem als zoon van Henri Peschar en Johanna van de Werken. Hij studeerde economie aan de Universiteit van Amsterdam.
Hij was lid van de PvdA, voor welke partij hij van 1952 tot 1968 in de Tweede Kamer zat. Hij was afkomstig uit de staf van het wetenschappelijke bureau van zijn partij. Het grootste gedeelte van zijn lidmaatschap van de PvdA-fractie was hij financieel woordvoerder. In de jaren 60 vormde hij met Theo van Lier het secretarisduo van de PvdA-fractie. In 1965 was hij een van de vier leden van de PvdA-fractie die tegen de Toestemmingswet voor het huwelijk van prinses Beatrix en Claus van Amsberg stemden.
Van 1968 tot 1984 was Peschar president van de Algemene Rekenkamer. Peschar maakte deel uit van de Commissie van Drie, die in 1976 de rol van de Nederlandse prins-gemaal Bernhard van Lippe-Biesterfeld in de Lockheed-affaire onderzocht.
Peschar was getrouwd en had drie kinderen. Hij overleed in 2010 op 89-jarige leeftijd. Peschar was Ridder in de Orde van de Nederlandse Leeuw en Grootofficier in de Orde van Oranje-Nassau.
- Biografisch Portaal: 65782561
- International Standard Name Identifier: 0000 0000 2186 7093
- Library of Congress Control Number: n77014034
- Nederlandse Thesaurus van Auteursnamen: 067728383
- Parlement.com: vg09ll4bbpzq
- Virtual International Authority File: 72641943
- WorldCat: E39PBJwxMPy9kHXkvm3g7Xc3wC